# Harish-Chandra
Harish-Chandra (Kanpur, 11 de outubro de 1923 — Princeton, 16 de outubro de 1983) foi um matemático indiano.
Realizou trabalhos fundamentais em teoria da representação, especialmente análise harmônica sobre grupos de Lie semissimples.